# 盧徴
盧 徴（ろ ちょう、737年 - 800年）は、唐代の官僚。本貫は范陽郡涿県。

## 経歴
鄭州中牟県に家を構えた。若くして書籍を渉猟した。永泰年間、江淮転運使の劉晏に召し出されて従事となり、腹心の任を委ねられた。官を重ねて殿中侍御史に任じられた。劉晏が罪を得ると、盧徴は珍州司戸参軍に左遷された。興元年間、劉晏の門人の元琇が戸部侍郎・判度支となると、盧徴は京兆府司録参軍・度支員外郎に推薦された。元琇が罪を得ると、盧徴は連座して信州長史に左遷された。そのまま信州刺史に進んだ。入朝して右司郎中となり、まもなく給事中に転じた。戸部侍郎の竇参に信任され、代理をまかされた。貞元8年（792年）春、同州刺史の官が欠けると、竇参は尚書左丞の趙憬を補任するよう請願したが、特別に詔によって盧徴が同州刺史に任じられた。貞元10年（794年）、華州刺史・潼関防禦・鎮国軍使に転じた。盧徴は長安で任用されたいと、権貴と深く結託し、厚い贈物をおくった。貧しい任地で常数の進献を強いたため、人々は税賦の負担に苦しんだ。盧徴は病に臥せったまま事務をみること数年、貞元16年（800年）2月己酉に死去した。享年は64。

## 伝記資料
- 『旧唐書』巻146 列伝第96
- 『新唐書』巻149 列伝第74